# 산인 분기점
산인 분기점(山仁分岐點, Sanin Junction, 산인JC)은 경상남도 함안군 산인면 신산리와 모곡리에 걸쳐 설치된 남해고속도로와 남해고속도로제1지선이 만나는 분기점이자 남해고속도로제1지선의 기점이다. 제1지선 순천 방면에서 본선 노선 북창원 방면으로의 진입과 본선 노선 순천 방면에서 제1지선 창원 방면으로의 진입은 불가능하다. 2001년 11월 8일에 개통되었다.

## 연혁
- 1997년 6월 2일 : 2001년 12월까지 분기점 설치 공사로 인해 경상남도 함안군 산인면 신산리 2.581km 구간 도로구역 변경[1]
- 2001년 11월 8일 : 마산외곽고속도로 개통과 함께 영업 개시[2]
- 2006년 12월 4일 : 분기점 개량을 위해 함안군 도시계획시설 교통광장에 함안군 산인면 신산리 일원을 산인 분기점으로 고시[3]

## 구조물 정보
- 위치 : 경상남도 함안군 산인면 신산리, 모곡리
- 영업소 : 경상남도 함안군 산인면 모곡5길 112 / 경상남도 함안군 산인면 신산로 107

## 접속하는 노선

### 순천・부산방면
- 남해고속도로 (30번)

### 창원방면
- 남해고속도로제1지선 (1번)

## 구조
직결형 구조로 남해고속도로제1지선이 함안 방향을 향해 오는 선이 산인 요금소를 통과하여 그대로 남해고속도로 순천 방향으로 합류하는 구조이다. 남해고속도로 부산 방향에서 남해고속도로제1지선 창원 방향으로, 또는 그 반대 방향으로는 진출입이 불가능하다.

## 산인 요금소
산인 요금소(山仁料金所, Sanin TG)는 경상남도 함안군 산인면에 위치한 남해고속도로제1지선 상의 요금소이다. 함안 방향 요금소는 경상남도 함안군 산인면 모곡5길 112 (모곡리), 창원 방향 요금소는 경상남도 함안군 산인면 신산로 107 (신산리)에 위치하고 있다. 이 중 창원 방향 요금소는 산인 분기점 구조상 산인 분기점 진출입로에 위치해 있는 것이 특징이다.
2001년 11월 8일 마산외곽고속도로 개통 및 지수 요금소 ~ 북부산 요금소 구간이 폐쇄식으로 전환되면서 남해고속도로 본선 상의 요금소로 영업을 개시했으나 2008년 11월 17일 마산외곽고속도로가 남해고속도로에 편입되면서 기존 남해고속도로 산인 분기점 ~ 창원 분기점 구간이 남해고속도로제1지선으로 분리됨에 따라 남해고속도로제1지선의 요금소가 되었다.

### 연혁
- 1997년 6월 2일 : 2001년 12월까지 요금소 설치 공사로 인해 경상남도 함안군 산인면 신산리 2.581km 구간 도로구역 변경
- 2001년 11월 8일 : 마산외곽고속도로 개통 및 지수 요금소 ~ 북부산 요금소 구간이 폐쇄식으로 전환되면서 남해고속도로 본선 상의 요금소로 영업 개시[4]
- 2008년 11월 17일 마산외곽고속도로가 남해고속도로에 편입되면서 기존 남해고속도로 산인 분기점 ~ 창원 분기점 구간이 남해고속도로제1지선으로 분리됨에 따라 남해고속도로제1지선 상의 요금소가 됨.

## 교통량 정보
산인 요금소 기준이다.
| 요금소        | 통행량 (대/일) | 통행량 (대/일) | 통행량 (대/일) | 통행량 (대/일) | 통행량 (대/일) | 통행량 (대/일) | 통행량 (대/일) | 통행량 (대/일) | 통행량 (대/일) | 통행량 (대/일) | 각주  |
| 요금소        | 2001년         | 2002년         | 2003년         | 2004년         | 2005년         | 2006년         | 2007년         | 2008년         | 2009년         | 2010년         | 각주  |
| ------------- | -------------- | -------------- | -------------- | -------------- | -------------- | -------------- | -------------- | -------------- | -------------- | -------------- | ----- |
| 산인 (폐쇄식) | 13,145         | 14,041         | 13,676         | 13,642         | 13,394         | 13,021         | 13,097         | 12,005         | 12,041         | 12,071         | [ 5 ] |
| 요금소        | 2011년         | 2012년         | 2013년         | 2014년         | 2015년         | 2016년         | 2017년         | 2018년         | 2019년         |                | [ 5 ] |
| 산인 (폐쇄식) | 11,637         | 13,645         | 14,510         | 14,771         | 16,029         | 17,145         | 17,919         | 18,368         | 19,128         |                | [ 5 ] |